# Шавник
Шавник (чорн. Шавник/Šavnik) — місто в Чорногорії, адміністративний центр муніципалітету. Населення — 570 (2003).
| Чорногорія | Це незавершена стаття з географії Чорногорії. Ви можете допомогти проєкту, виправивши або дописавши її. |